# Fos Bucraa
Fosfatos de Bucraa, S. A., coneguda també com a Fos Bucraa o Fosbucraa, va ser una empresa espanyola radicada en Sahara Occidental. El seu negoci exclusiu consistia en l'explotació del jaciment de fosfats situat en Bucraa.

## Història
Els jaciments de fosfats de Bucraa van ser descoberts en 1947. Es tracta de jaciments a l'aire lliure amb una qualitat dels fosfats excel·lent. El 4 de juliol de 1962 l'Institut Nacional d'Indústria (INI) constitueix ENMINSA (Empresa Nacional Minera del Sahara), empresa que el 22 de maig de 1968 es converteix en Fosfatos de Bucraa, S. A. En els següents anys es construiria la cinta transportadora de més de 100 km de llarg que transportava el fosfat fins a la costa, mentre que Al-Aaiun experimentava un auge econòmic i demogràfic.
En els anys anteriors a la retirada espanyola (1976), el trajecte de la cinta transportadora dels fosfats i la seva terminal en l'Atlàntic es van convertir en objectiu preferent dels guerrillers del Front Polisario. La signatura dels Acords de Madrid va incloure, en els seus annexos secrets (que incloïen un acord-marc econòmic, no fet públic fins a maig de 1977), la cessió d'un 65% de l'empresa al Marroc. D'acord amb l'INI això va vendre el 65% de les accions a l'Office Chérifien de Phosphates (OCP). L'acord va entrar en vigor l'1 de gener de 1976, incloent-hi un període de transició d'uns setze mesos, després dels quals, l'OCP culminaria la transferència del control de l'explotació. Els tècnics i gestors espanyols romandrien a Bucraa fins a maig de 1977. L'INI conservava quatre representants en el Consell d'Administració de la companyia, compost per deu membres.
Entre 1979 i 1986, l'activitat de l'empresa va estar interrompuda, a causa dels atacs del Front Polisario. En 1996, el consell d'administració de l'empresa va aprovar una ampliació de capital. L'INI (després TENEO, i posteriorment Societat Estatal de Participacions Industrials –SEPI–) no va acudir a l'ampliació, per la qual cosa la participació en la societat va passar del 35% a un 12%.
Al desembre de 2002, la SEPI va deixar de formar part de l'accionariat de la companyia. En aquesta data, la Junta General Extraordinària d'Accionistes de la companyia va aprovar la reducció del capital social a zero i una ampliació posterior. La SEPI no va exercir el dret de subscripció preferent de l'ampliació, per la qual cosa va perdre la participació que tenia des de 1976.